# クラキンコ
クラキンコは日本で生産、調教された競走馬。馬名の意味・由来は「冠名（クラ）＋父名より（キン）＋子」。ともに北海優駿優勝馬の両親をもち、史上4頭目、牝馬では初の北海道三冠を達成した。北海優駿を両親と娘の2世代にわたって勝ったほか、ダートグレード競走でも実績を残した。

## 経歴

### 誕生までの経緯
クラキングオーは2000年の北海優駿、王冠賞の二冠を制するなど重賞を5勝し、ホッカイドウ競馬の第一線で活躍していた。しかし、2003年のレース中に故障を発生して競走を中止。予後不良の判断を迫られる重症だったが、奇跡的に命を取り留めた。その後は現役を引退し、故郷の倉見牧場で治療に専念しながら功労馬として過ごした後、2006年からは種牡馬登録もされ、自家種牡馬としての役目も担うことになった。初年度の配合相手に選ばれたのは、クラキングオーと同じく北海優駿など重賞を5勝し、牧場の看板ともいえる繁殖牝馬クラシャトル。そして翌年、クラキングオーの初年度ただ1頭の産駒、後にクラキンコと名付けられる栗毛の牝馬が誕生した。

### 2歳時
2歳になったクラキンコはかつて父を手がけた堂山芳則厩舎に所属。2009年8月11日のフレッシュチャレンジ（JRA認定新馬戦）でデビューする。能力検査のタイムが出走馬中最下位と芳しくなく6番人気であったが、2番手追走から直線で一時抜け出し2着に惜敗。勝ったのは後に大井に移籍して翌年の羽田盃を勝つシーズザゴールド。3着に8馬身差をつける、負けて強しの競馬だった。そしてルーキーチャレンジ（JRA認定未勝利戦）、ザール賞を楽勝し、デビュー戦がフロックでないことを証明する。ルールオブロー賞は最後方から猛然と追い込むも時すでに遅く3着。ダートグレード競走初挑戦のエーデルワイス賞も後方からの競馬で、先に抜けだしたオノユウに届かず2着だった。次走は中央の特別指定競走である赤松賞で芝レースに初挑戦するが、先行するも直線で伸びず、アパパネの12着と惨敗した。ホッカイドウ競馬の全日程終了後、同年12月からは大井の中村護厩舎に移籍。東京2歳優駿牝馬を目指したが、右前肢に内側管骨瘤の症状が出たため、回避して休養に入る。

### 3歳時
北海道三冠の一冠目である北斗盃はホッカイドウ競馬の開幕週に行われるため、ステップレースを使う目的で引き続き大井に所属し、菜の花特別から戦線に復帰。このレースはスタートで大きく出遅れて7着、次走のたんぽぽ特別では中団後方から直線で内から伸び、追撃をハナ差でしのいで勝利する。再び堂山厩舎に戻って迎えた北斗盃では、中団追走から直線で内を突いて先頭に立ち、ゴール前は抑える余裕も見せる完勝で一冠目を制する。続く北海優駿は4番手から4コーナーでもったまま先頭に立ち、直線でも3頭の南関東勢を完封。着差以上に余裕のある勝利で二冠を達成した。その後はフロイラインカップ、華月賞を経て三冠目の王冠賞に向かうことになり、フロイラインカップをほとんど追わずに楽勝するが、熱発のため華月賞を回避して王冠賞に臨む。そしてレースでは5番手追走から4コーナーで先頭に立ち、そのまま押し切って三冠を達成した。なお、3レースの最大距離差1400メートルは4頭のホッカイドウ競馬三冠馬のうち最長である。堂山調教師は2001年のミヤマエンデバーに続いて2度目の三冠馬トレーナーとなった。
三冠達成後の緒戦となったオープン特別のNOSAI日高特別は2番手に先行し、4コーナーで楽に先頭に立って直線で後続を突き放し、古馬との初対決を制した。“四冠”を目指した道営記念はファン投票1位で出走。5、6番手に先行し、直線で先頭争いに加わるが抜け出せず、勝った同じ厩舎のオネストジョンらにもかわされて5着に敗れた。ホッカイドウ競馬のオフシーズンに入った12月には名古屋グランプリに出走。先行して3番手につけるが、2周目3コーナー付近で手ごたえがなくなり、8着に敗れた。
この年の活躍が認められ、ホッカイドウ競馬の年度代表馬賞（サラブレッド系3歳以上）を受賞した。

### 4歳時
2011年の初戦は5月5日のコスモバルク記念。遠征してきた岩手の三冠馬ロックハンドスターとの三冠馬対決に、南関東重賞2勝をひっさげてホッカイドウ競馬に復帰したショウリダバンザイも加わっての三つ巴の戦いが注目された。レースでは3番手で折り合い、直線で外目から抜けだすと、追い込んできたショウリダバンザイをクビ差しのいで勝利した。続く星雲賞では逃げるリアライズトロイカを最後の直線でクビ差かわして優勝した。ノースクイーンカップでは中団追走から直線で抜け出しを図るが、後方から追い込んだショウリダバンザイの脚色が上回り2着に敗れた。ブリーダーズゴールドカップではインの4番手で競馬をするも中央勢に突き放され、勝ち馬から3.3秒差の6着と大敗した。ステイヤーズカップでは3コーナー先頭から逃げこみを狙うも、昨年の王冠賞で破ったサムライジャパンらに差されて3着。瑞穂賞では先手をとったものの直線伸びず6着と、地元での地方勢同士によるレースで初めて掲示板を外す。2年連続ファン投票1位に選出された道営記念では、ハイペースを好位で追走したが4コーナーで手ごたえがなくなり、勝ち馬から1.7秒差の7着と惨敗した。

### 5歳時
コスモバルク記念は連覇がかかっていたが、2番手追走も直線で後続につかまり5着に終わった。星雲賞では単騎逃げを打ち、終始他馬を寄せ付けず、昨年のこのレース以来の勝利で連覇を達成した。ノースクイーンカップでも逃げる形になったが、4コーナーでつかまり、勝ち馬から2.3秒差の7着と大敗した。オープン戦では転厩初戦のシャアの圧勝を許して2着、ステイヤーズカップでも逃げたシャアを好位集団の先頭で追走するも直線突き放されて3着に終わった。3年連続ファン投票1位で出走した道営記念は6番手追走も先行勢を捉えられず5着。園田競馬場へ遠征しての兵庫ゴールドトロフィーは終始後方のまま11着に大敗した。

### 6歳時
コスモバルク記念は好位追走も離された5着。星雲賞は逃げ馬から離れた2、3番手を追走し、直線伸びるも勝ったスーパーパワーの追い込みにクビ差の2着と惜敗した。ノースクイーンカップでは単独2番手追走から直線3頭の叩き合いをアタマ差制して勝利。2着のショウリダバンザイの4連覇を阻んだ。水沢競馬場に遠征してのビューチフル・ドリーマーカップは2番手で競馬をするも、後続に早めにとらえられて4着。道営記念のファン投票では3位の票を得たが、出走することなく10月23日に引退を表明、11月7日に引退式が行われた。

## 競走成績
| 年月日 | 年月日 | 年月日 | 競馬場 | 競走名                    | 格     | 頭 数 | 枠 番 | 馬 番 | オッズ （人気） | 着順 | 騎手       | 斤量 | 距離（馬場）  | タイム （上3F） | タイム 差 | 勝ち馬/（2着馬）       |
| 2009.  | 8.     | 11     | 門別   | フレッシュCh              |        | 11    | 7     | 8     | 12.5（6人）     | 02着 | 小嶋久輝   | 53   | ダ1200m（良） | 1:14.6（--）    | 0.3       | シーズザゴールド       |
|        | 8.     | 20     | 門別   | ルーキーCh                |        | 12    | 7     | 10    | 1.2（1人）      | 01着 | 小嶋久輝   | 53   | ダ1200m（稍） | 1:14.9 (39.1)   | -0.9      | （カジノメンバー）     |
|        | 9.     | 8      | 門別   | ザール賞                  | OP     | 10    | 7     | 8     | 2.2（1人）      | 01着 | 小嶋久輝   | 53   | ダ1200m（重） | 1:12.8 (37.3)   | -0.4      | （ブレイクスルー）     |
|        | 9.     | 24     | 門別   | ルールオブロー賞          | OP     | 12    | 8     | 12    | 2.3（1人）      | 03着 | 小国博行   | 53   | ダ1200m（良） | 1:13.9 (37.0)   | 0.8       | ショウリダバンザイ     |
|        | 10.    | 22     | 門別   | エーデルワイス賞          | JpnIII | 14    | 7     | 11    | 8.3（5人）      | 02着 | 小国博行   | 54   | ダ1200m（良） | 1:14.5 (38.3)   | 0.3       | オノユウ               |
|        | 11.    | 15     | 東京   | 赤松賞                    |        | 16    | 2     | 4     | 102.9（12人）   | 12着 | 小国博行   | 54   | 芝1600m（良） | 1:36.0 (35.3)   | 1.5       | アパパネ               |
| 2010.  | 3.     | 5      | 大井   | 菜の花特別                |        | 12    | 1     | 1     | 6.9（3人）      | 07着 | 石崎駿     | 53   | ダ1200m（不） | 1:15.1 (38.1)   | 4.1       | ブリーズフレイバー     |
|        | 3.     | 19     | 大井   | たんぽぽ特別              |        | 12    | 5     | 5     | 4.5（3人）      | 01着 | 石崎駿     | 53   | ダ1400m（重） | 1:27.9 (38.5)   | -0.0      | （ノーブルブラッド）   |
|        | 4.     | 29     | 門別   | 北斗盃                    | H2     | 12    | 7     | 10    | 2.1（1人）      | 01着 | 小国博行   | 54   | ダ1200m（不） | 1:11.8 (37.0)   | -0.3      | （パシコジュリエ）     |
|        | 6.     | 1      | 門別   | 北海優駿                  | H1     | 11    | 4     | 4     | 1.9（1人）      | 01着 | 宮崎光行   | 54   | ダ2000m（良） | 2:10.9 (38.4)   | -0.2      | （エクセルチェイサー） |
|        | 6.     | 24     | 門別   | フロイラインC             | H3     | 9     | 2     | 2     | 1.7（1人）      | 01着 | 小国博行   | 54   | ダ1200m（不） | 1:11.5 (36.6)   | -0.6      | （プリマビスティー）   |
|        | 8.     | 19     | 門別   | 王冠賞                    | H2     | 11    | 2     | 2     | 1.4（1人）      | 01着 | 宮崎光行   | 54   | ダ2600m（良） | 2:53.2 (38.9)   | -0.2      | （サムライジャパン）   |
|        | 10.    | 6      | 門別   | NOSAI日高特別             | OP     | 12    | 1     | 1     | 1.2（1人）      | 01着 | 小国博行   | 54   | ダ1800m（稍） | 1:53.3 (38.4)   | -0.6      | （レイクトゥーン）     |
|        | 11.    | 18     | 門別   | 道営記念                  | H1     | 16    | 2     | 3     | 1.7（1人）      | 05着 | 宮崎光行   | 53   | ダ2000m（稍） | 2:07.3 (39.3)   | 0.3       | オネストジョン         |
|        | 12.    | 23     | 名古屋 | 名古屋グランプリ          | JpnII  | 12    | 8     | 11    | 10.4（5人）     | 08着 | 吉田稔     | 52   | ダ2500m（重） | 2:49.1 (38.8)   | 2.5       | ワンダースピード       |
| 2011.  | 5.     | 5      | 門別   | コスモバルク記念          | H2     | 14    | 8     | 14    | 3.1（2人）      | 01着 | 小国博行   | 55   | ダ1800m（重） | 1:56.0 (38.9)   | -0.1      | （ショウリダバンザイ） |
|        | 6.     | 2      | 門別   | 星雲賞                    | H2     | 11    | 3     | 3     | 1.7（1人）      | 01着 | 小国博行   | 55   | ダ2000m（良） | 2:10.1 (38.0)   | -0.1      | （リアライズトロイカ） |
|        | 7.     | 28     | 門別   | ノースクイーンC           | H2     | 14    | 7     | 12    | 1.2（1人）      | 02着 | 小国博行   | 56   | ダ1800m（良） | 1:56.4（--）    | 0.2       | ショウリダバンザイ     |
|        | 8.     | 11     | 門別   | ブリーダーズゴールドC     | JpnII  | 12    | 6     | 8     | 20.0（5人）     | 06着 | 宮崎光行   | 54   | ダ2000m（良） | 2:08.3 (40.0)   | 3.3       | シビルウォー           |
|        | 9.     | 22     | 門別   | ステイヤーズC             | H1     | 12    | 7     | 9     | 3.2（2人）      | 03着 | 宮崎光行   | 55   | ダ2600m（不） | 2:48.2 (39.6)   | 0.3       | サムライジャパン       |
|        | 10.    | 19     | 門別   | 瑞穂賞                    | H2     | 11    | 2     | 2     | 1.9（1人）      | 06着 | 宮崎光行   | 55   | ダ1800m（良） | 1:55.4 (39.8)   | 0.9       | リフレックス           |
|        | 11.    | 17     | 門別   | 道営記念                  | H1     | 16    | 2     | 4     | 4.5（4人）      | 07着 | 宮崎光行   | 54   | ダ2000m（良） | 2:08.5 (40.5)   | 1.7       | ショウリダバンザイ     |
| 2012.  | 5.     | 4      | 門別   | コスモバルク記念          | H2     | 12    | 4     | 4     | 5.2（3人）      | 05着 | 五十嵐冬樹 | 55   | ダ1800m（不） | 1:53.3 (38.9)   | 0.5       | ジョーモルデュー       |
|        | 5.     | 31     | 門別   | 星雲賞                    | H2     | 10    | 1     | 1     | 5.0（3人）      | 01着 | 五十嵐冬樹 | 55   | ダ2000m（良） | 2:09.5 (37.7)   | -0.3      | （ジョーモルデュー）   |
|        | 7.     | 26     | 門別   | ノースクイーンC           | H2     | 11    | 5     | 5     | 2.6（2人）      | 07着 | 五十嵐冬樹 | 56   | ダ1800m（良） | 1:59.4 (41.6)   | 2.3       | ショウリダバンザイ     |
|        | 8.     | 22     | 門別   | 日高建設協会特別          | OP     | 9     | 2     | 2     | 3.0（2人）      | 02着 | 宮崎光行   | 56   | ダ1800m（良） | 1:57.5 (40.2)   | 0.9       | シャア                 |
|        | 9.     | 20     | 門別   | ステイヤーズC             | H1     | 14    | 4     | 6     | 16.6（6人）     | 03着 | 五十嵐冬樹 | 56   | ダ2600m（良） | 2:55.8 (40.7)   | 0.5       | シャア                 |
|        | 11.    | 15     | 門別   | 道営記念                  | H1     | 16    | 3     | 5     | 17.8（5人）     | 05着 | 小国博行   | 54   | ダ2000m（重） | 2:07.3 (39.8)   | 1.0       | モエレビクトリー       |
|        | 12.    | 26     | 園田   | 兵庫ゴールドトロフィー    | JpnIII | 12    | 4     | 4     | 49.0（7人）     | 11着 | 川原正一   | 51   | ダ1400m（稍） | 1:28.7 (38.4)   | 2.3       | ティアップワイルド     |
| 2013.  | 5.     | 3      | 門別   | コスモバルク記念          | H2     | 13    | 8     | 13    | 9.3（6人）      | 05着 | 五十嵐冬樹 | 55   | ダ1800m（稍） | 1:57.1 (39.7)   | 1.6       | ショウリダバンザイ     |
|        | 5.     | 30     | 門別   | 星雲賞                    | H2     | 13    | 1     | 1     | 6.4（3人）      | 02着 | 宮崎光行   | 55   | ダ2000m（重） | 2:07.1 (37.4)   | 0.0       | スーパーパワー         |
|        | 7.     | 23     | 門別   | ノースクイーンC           | H2     | 9     | 1     | 1     | 2.7（2人）      | 01着 | 宮崎光行   | 56   | ダ1800m（良） | 1:56.2（38.9）  | -0.0      | （ショウリダバンザイ） |
|        | 9.     | 2      | 水沢   | ビューチフル・ドリーマーC | 重賞   | 9     | 5     | 5     | 5.6（2人）      | 04着 | 宮崎光行   | 55   | ダ1900m（不） | 2:00.0（39.2）  | 1.2       | シャイニングサヤカ     |

## 引退後
引退後は牧場に戻り繁殖牝馬となっている。
繁殖入り最初の2014年はキングズベストと交配された。これは自身が勝利したレースの副賞の交配権（スタリオンシリーズ競走）が行使されたものであった。
|       | 馬名           | 生年   | 性 | 毛色 | 父                 | 馬主     | 厩舎                             | 戦績            | 出典   |
| ----- | -------------- | ------ | -- | ---- | ------------------ | -------- | -------------------------------- | --------------- | ------ |
| 初仔  | クラトキン     | 2015年 | 牡 | 栗毛 | キングズベスト     | 倉見利弘 | 北海道・堂山芳則 →西脇・高馬元紘 | 76戦6勝（引退） | [ 5 ]  |
| 2番仔 | クラサンムーン | 2016年 | 牝 | 鹿毛 | アドマイヤムーン   | 倉見利弘 | 北海道・堂山芳則 →西脇・高馬元紘 | 67戦2勝（引退） | [ 6 ]  |
| 3番仔 | クラヴァ―キン  | 2017年 | 牝 | 鹿毛 | ヴァーミリアン     | 倉見利弘 | 北海道・堂山芳則 →西脇・高馬元紘 | 51戦1勝（引退） | [ 7 ]  |
| 4番仔 | クラグローリー | 2019年 | 騸 | 鹿毛 | ベルシャザール     | 倉見利弘 | 北海道・堂山芳則                 | 13戦2勝（引退） | [ 8 ]  |
| 5番仔 | クラキンカ     | 2020年 | 牡 | 栗毛 | ジャングルポケット | 倉見利弘 | 北海道・堂山芳則 →浦和・長谷川忍 | 43戦4勝（現役） | [ 9 ]  |
| 6番仔 | クラレーヴ     | 2022年 | 牝 | 栗毛 | エピカリス         | 倉見利弘 | 北海道・小国博行 →船橋・矢野義幸 | 16戦2勝（現役） | [ 10 ] |
| 7番仔 | クラオウリュウ | 2023年 | 牡 | 栗毛 | ニシケンモノノフ   | 倉見利弘 | 北海道・松本隆宏                 | （デビュー前）  | [ 11 ] |
| 8番仔 |                | 2024年 | 牝 | 栗毛 | タイセイレジェンド |          |                                  |                 | [ 12 ] |

- 2025年4月18日現在

## 血統表
| クラキンコの血統            | クラキンコの血統                   | クラキンコの血統          | （血統表の出典）          | （血統表の出典） |
| 父系                        | ニジンスキー系                     | ニジンスキー系            | ニジンスキー系            |                  |
| 父 クラキングオー 1997 鹿毛 | 父の父スズカコバン 1980 黒鹿毛     | マルゼンスキー            | Nijinsky                  | Nijinsky         |
| 父 クラキングオー 1997 鹿毛 | 父の父スズカコバン 1980 黒鹿毛     | マルゼンスキー            | *シル                     |                  |
| 父 クラキングオー 1997 鹿毛 | 父の父スズカコバン 1980 黒鹿毛     | サリュウコバン            | *ネヴアービート           | *ネヴアービート  |
| 父 クラキングオー 1997 鹿毛 | 父の父スズカコバン 1980 黒鹿毛     | サリュウコバン            | モンテホープ              |                  |
| 父 クラキングオー 1997 鹿毛 | 父の母クラファストレディ 1992 鹿毛 | シングルロマン            | *ナイスダンサー           | *ナイスダンサー  |
| 父 クラキングオー 1997 鹿毛 | 父の母クラファストレディ 1992 鹿毛 | シングルロマン            | ヒジリジヨオー            |                  |
| 父 クラキングオー 1997 鹿毛 | 父の母クラファストレディ 1992 鹿毛 | カネイゼーア              | オンワードゼア            | オンワードゼア   |
| 父 クラキングオー 1997 鹿毛 | 父の母クラファストレディ 1992 鹿毛 | カネイゼーア              | *クヰーンカヌート         |                  |
| 母 クラシャトル 1991 栗毛   | 母の父ワカオライデン 1981 栗毛     | *ロイヤルスキー           | Raja Baba                 | Raja Baba        |
| 母 クラシャトル 1991 栗毛   | 母の父ワカオライデン 1981 栗毛     | *ロイヤルスキー           | Coz o'Nijinsky            |                  |
| 母 クラシャトル 1991 栗毛   | 母の父ワカオライデン 1981 栗毛     | オキワカ                  | *リマンド                 | *リマンド        |
| 母 クラシャトル 1991 栗毛   | 母の父ワカオライデン 1981 栗毛     | オキワカ                  | ワカクモ                  |                  |
| 母 クラシャトル 1991 栗毛   | 母の母クラネバダンサー 1980 鹿毛   | *ネヴアーダンス           | Never Bend                | Never Bend       |
| 母 クラシャトル 1991 栗毛   | 母の母クラネバダンサー 1980 鹿毛   | *ネヴアーダンス           | Exclusive Danser          |                  |
| 母 クラシャトル 1991 栗毛   | 母の母クラネバダンサー 1980 鹿毛   | ブラツクキリー            | *テツソ                   | *テツソ          |
| 母 クラシャトル 1991 栗毛   | 母の母クラネバダンサー 1980 鹿毛   | ブラツクキリー            | マツリユウ                |                  |
| 母系(F-No.)                 | (FN:9-b)                           | (FN:9-b)                  | (FN:9-b)                  |                  |
| 5代内の近親交配             | Northern Dancer 5×5=6.25%          | Northern Dancer 5×5=6.25% | Northern Dancer 5×5=6.25% |                  |
| 出典                        | 1.                                 | 1.                        | 1.                        | 1.               |

祖母、父の祖母はともに倉見牧場の基幹となった牝馬で、それぞれの牝系で最も活躍した馬を両親に持つ、オーナーブリーディングの結実ともいえる配合。その牝系は小岩井農場の基礎輸入牝馬の1頭であるウェットセールにさかのぼる。ただし、近親の中央重賞勝ち馬は5代先までさかのぼっても、5代母ソウリュウの半弟ライリュウ（中京記念）のみ、中央G1勝ち馬はウェットセール以降すべての子孫をたどってもバンブービギン（菊花賞）のみと、繁栄している血統ではない。
父クラキングオーはクラキンコ以降も毎年1、2頭に種付けを行っていたが、娘の三冠達成から間もない2010年10月24日に心不全で死亡し、クラキンコを含めて3頭しか産駒を残せなかった。3頭の産駒はいずれもホッカイドウ競馬で勝ちあがり、クラキンコの全弟クラグオーは2014年ステイヤーズカップでクラキングオーとの父子制覇を達成、そのほか2012年鎌倉記念2着などの実績を挙げた。クラキングオーの母クラファストレディの半兄には、クラキンコの活躍当時に笠松競馬場の現役最高齢誘導馬として知られた、ハクリュウボーイがいる。
母クラシャトルはホッカイドウ競馬のほか、南関東、笠松にも転戦し、前述の北海優駿など重賞5勝。ホクトベガの“伝説の大差勝ち”で知られる1995年エンプレス杯にも出走している。祖母クラネバダンサーも北斗盃と北海優駿でそれぞれ3着など道営で12勝しており、ホッカイドウ競馬に縁の深い一族である。

## 参考
- クラキングオーを訪ねて?倉見牧場
- web Furlong 2010【クローズアップ】クラキンコ、史上初「牝馬で三冠制覇！」